# Koningin Elisabethlaan

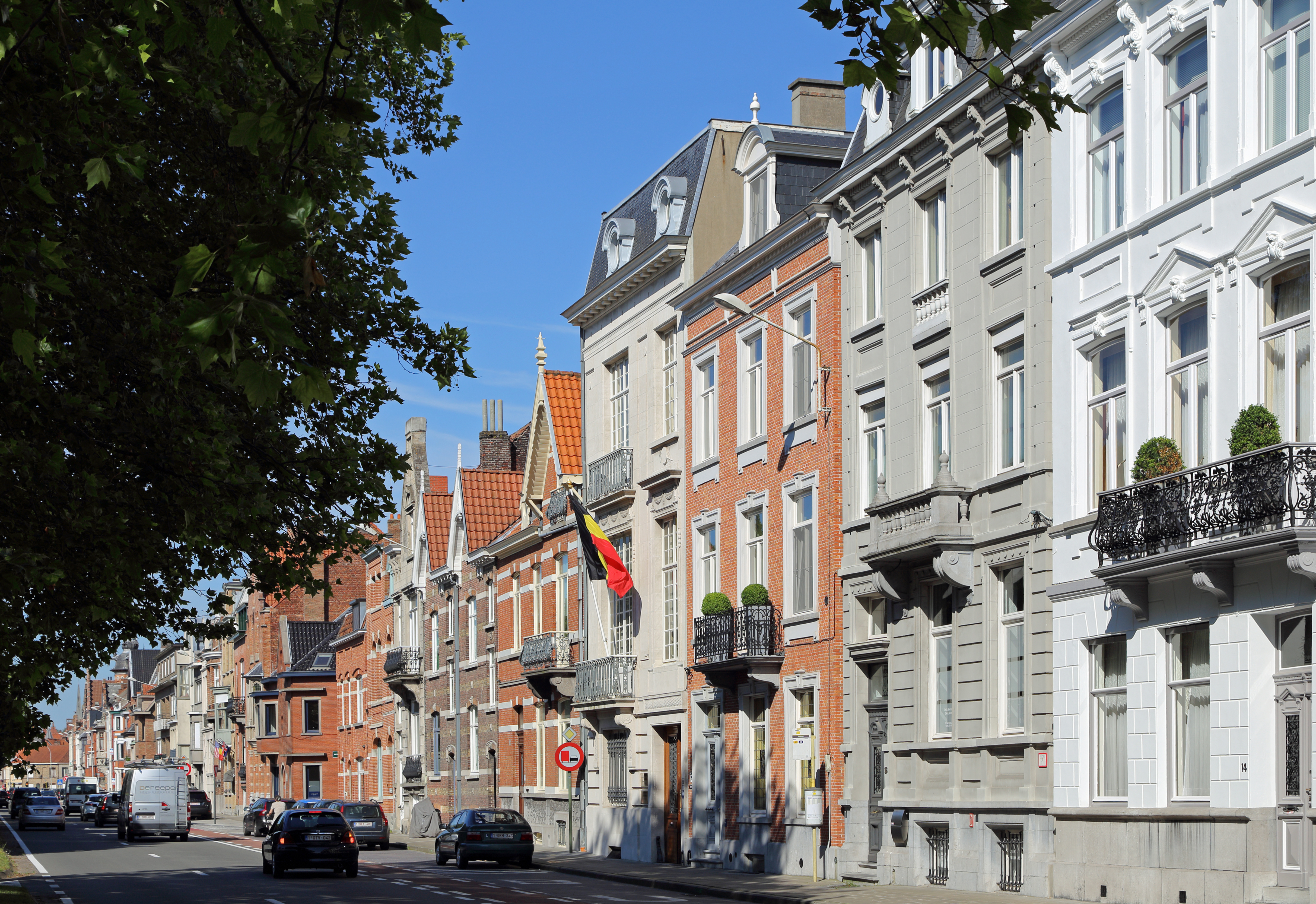
Heel wat huizen aan de Koningin Elisabethlaan staan op de lijst van het waardevol onroerend erfgoed; enkele zijn ook als monument beschermd.

De Koningin Elisabethlaan is een straat in Brugge, die deel uitmaakt van de stadsring R30.

## Beschrijving
Sinds de 17de eeuw droeg de vesting en de straat tussen Ezelpoort en Dampoort de naam Komvest.
In 1919 besliste het stadsbestuur om aan ongeveer de helft van de Komvest, het deel tussen de Ezelpoort en de Vlamingdam de naam van koningin Elisabeth te geven. De vorstin was, na haar activiteiten tijdens de Eerste Wereldoorlog enorm populair. Het duurde nog meer dan 25 jaar vooraleer het stadsbestuur een passende plek vond om er de naam van koning Albert I aan te hechten.
De Koningin Elisabethlaan werd een brede laan, in het verlengde van de Hendrik Consciencelaan - Guido Gezellelaan en Gulden-Vlieslaan, doorlopende met de Komvest tot aan de Dampoort. Hiermee werd rond ongeveer de helft van de binnenstad een vorm van 'kleine ring' gerealiseerd.
De Komvest - Koningin Elisabethlaan werd grotendeels doorheen braakliggend terrein aangelegd, onder meer tot stand gekomen door het dempen van de binnengracht. Er werden heel wat 'boulevardhuizen' opgetrokken in het eerste kwart van de 20ste eeuw. Ze hebben aan de laan een bijzonder cachet gegeven. Verschillende van die gebouwen zijn als monument beschermd.

## Notas en Referenties
1. ↑  In vroegere tijden ook in het Frans "Rempart du Bassin" genoemd.

Straten en pleinen in Brugge met een artikel op Wikipedia: